# 沃山
65°31′S 64°7′W / 65.517°S 64.117°W
沃山（Mount Waugh），是南極洲的山峰，位於葛拉漢地西岸，處於努內茲角東北面6公里的比斯科奇灣南部，海拔高度585米，由讓-巴蒂斯特·夏古率領的法國探險隊繪入地圖，現時由南極條約體系管理。